# Echipa națională de fotbal a Suediei
Echipa națională de fotbal a Suediei reprezintă Federația Suedeză de Fotbal în competițiile regionale și internaționale.

## Recordul în competiții

### Campionate mondiale
| 1930  | Nu a participat  | Nu a participat  | Nu a participat  | Nu a participat  | Nu a participat  | Nu a participat  | Nu a participat  | Nu a participat  |                  |                  |
| 1934  | Sferturi         | 8                | 2                | 1                | 0                | 1                | 4                | 4                |                  |                  |
| 1938  | Semifinale       | 4                | 3                | 1                | 0                | 2                | 11               | 9                |                  |                  |
| 1950  | Grupa Finală     | 3                | 5                | 2                | 1                | 2                | 11               | 15               |                  |                  |
| 1954  | Nu s-a calificat | Nu s-a calificat | Nu s-a calificat | Nu s-a calificat | Nu s-a calificat | Nu s-a calificat | Nu s-a calificat | Nu s-a calificat | Nu s-a calificat | Nu s-a calificat |
| 1958  | Vicecampioană    | 2                | 6                | 4                | 1                | 1                | 12               | 7                |                  |                  |
| 1962  | Nu s-a calificat | Nu s-a calificat | Nu s-a calificat | Nu s-a calificat | Nu s-a calificat | Nu s-a calificat | Nu s-a calificat | Nu s-a calificat | Nu s-a calificat | Nu s-a calificat |
| 1966  | Nu s-a calificat | Nu s-a calificat | Nu s-a calificat | Nu s-a calificat | Nu s-a calificat | Nu s-a calificat | Nu s-a calificat | Nu s-a calificat | Nu s-a calificat | Nu s-a calificat |
| 1970  | Prima fază       | 9                | 3                | 1                | 1                | 1                | 2                | 2                |                  |                  |
| 1974  | A doua fază      | 5                | 6                | 2                | 2                | 2                | 7                | 6                |                  |                  |
| 1978  | Prima fază       | 13               | 3                | 0                | 1                | 2                | 1                | 3                |                  |                  |
| 1982  | Nu s-a calificat | Nu s-a calificat | Nu s-a calificat | Nu s-a calificat | Nu s-a calificat | Nu s-a calificat | Nu s-a calificat | Nu s-a calificat | Nu s-a calificat | Nu s-a calificat |
| 1986  | Nu s-a calificat | Nu s-a calificat | Nu s-a calificat | Nu s-a calificat | Nu s-a calificat | Nu s-a calificat | Nu s-a calificat | Nu s-a calificat | Nu s-a calificat | Nu s-a calificat |
| 1990  | Faza Grupelor    | 21               | 3                | 0                | 0                | 3                | 3                | 6                |                  |                  |
| 1994  | Finala Mică      | 3                | 7                | 3                | 3                | 1                | 15               | 8                |                  |                  |
| 1998  | Nu s-a calificat | Nu s-a calificat | Nu s-a calificat | Nu s-a calificat | Nu s-a calificat | Nu s-a calificat | Nu s-a calificat | Nu s-a calificat | Nu s-a calificat | Nu s-a calificat |
| 2002  | Optimi           | 13               | 4                | 1                | 2                | 1                | 5                | 5                |                  |                  |
| 2006  | Optimi           | 14               | 4                | 1                | 2                | 1                | 3                | 4                |                  |                  |
| 2010  | Nu s-a calificat | Nu s-a calificat | Nu s-a calificat | Nu s-a calificat | Nu s-a calificat | Nu s-a calificat | Nu s-a calificat | Nu s-a calificat | Nu s-a calificat | Nu s-a calificat |
| 2014  | Nu s-a calificat | Nu s-a calificat | Nu s-a calificat | Nu s-a calificat | Nu s-a calificat | Nu s-a calificat | Nu s-a calificat | Nu s-a calificat | Nu s-a calificat | Nu s-a calificat |
| 2018  | Sferturi         | 7                | 5                | 3                | 0                | 2                | 6                | 4                |                  |                  |
| 2022  | Nu s-a calificat | Nu s-a calificat | Nu s-a calificat | Nu s-a calificat | Nu s-a calificat | Nu s-a calificat | Nu s-a calificat | Nu s-a calificat | Nu s-a calificat | Nu s-a calificat |
| Total | 12/22            |                  | 51               | 19               | 13               | 19               | 80               | 73               |                  |                  |

### Campionate europene
| 1960        | Nu a participat  | Nu a participat  | Nu a participat  | Nu a participat  | Nu a participat  | Nu a participat  | Nu a participat  | Nu a participat  | Nu a participat  | Nu a participat  |
| 1964 - 1988 | Nu s-a calificat | Nu s-a calificat | Nu s-a calificat | Nu s-a calificat | Nu s-a calificat | Nu s-a calificat | Nu s-a calificat | Nu s-a calificat | Nu s-a calificat | Nu s-a calificat |
| 1992        | Semifinale       | 4                | 4                | 2                | 1                | 1                | 6                | 5                |                  |                  |
| 1996        | Nu s-a calificat | Nu s-a calificat | Nu s-a calificat | Nu s-a calificat | Nu s-a calificat | Nu s-a calificat | Nu s-a calificat | Nu s-a calificat | Nu s-a calificat | Nu s-a calificat |
| 2000        | Faza Grupelor    | 14               | 3                | 0                | 1                | 2                | 2                | 4                |                  |                  |
| 2004        | Sferturi         | 7                | 4                | 1                | 3                | 0                | 8                | 3                |                  |                  |
| 2008        | Faza Grupelor    | 10               | 3                | 1                | 0                | 2                | 3                | 4                |                  |                  |
| 2012        | Faza Grupelor    | 13               | 3                | 1                | 0                | 2                | 5                | 5                |                  |                  |
| 2016        | Faza Grupelor    | 20               | 3                | 0                | 1                | 2                | 1                | 3                |                  |                  |
| 2020        | Optimi           | 10               | 4                | 2                | 1                | 1                | 5                | 4                |                  |                  |
| 2024        | Nu s-a calificat | Nu s-a calificat | Nu s-a calificat | Nu s-a calificat | Nu s-a calificat | Nu s-a calificat | Nu s-a calificat | Nu s-a calificat | Nu s-a calificat | Nu s-a calificat |
| Total       | 7/17             |                  | 24               | 7                | 7                | 10               | 30               | 28               |                  |                  |

## Jucători

### Lotul actual
Următorii 26 de jucători au fost incluși în lotul echipei pentru a disputa Campionatul European de Fotbal 2020.
Apariții și goluri în meciul de pe 14 iunie 2021 cu  Spania.
| Nr. | Poz. | Jucător                          | Data nașterii (vârsta)         | Selecții | Goluri | Club                |
| --- | ---- | -------------------------------- | ------------------------------ | -------- | ------ | ------------------- |
| 1   | P    | Robin Olsen                      | 8 ianuarie 1990 (35 de ani)    | 45       | 0      | Everton             |
| 12  | P    | Karl-Johan Johnsson              | 28 ianuarie 1990 (35 de ani)   | 9        | 0      | Copenhagen          |
| 23  | P    | Kristoffer Nordfeldt             | 23 iunie 1989 (35 de ani)      | 14       | 0      | Gençlerbirliği      |
|     |      |                                  |                                |          |        |                     |
| 2   | F    | Mikael Lustig                    | 13 decembrie 1986 (38 de ani)  | 91       | 6      | AIK                 |
| 3   | F    | Victor Lindelöf                  | 17 iulie 1994 (30 de ani)      | 42       | 3      | Manchester United   |
| 4   | F    | Andreas Granqvist (captain)      | 16 aprilie 1985 (39 de ani)    | 88       | 9      | Helsingborgs IF     |
| 5   | F    | Pierre Bengtsson                 | 12 aprilie 1988 (36 de ani)    | 39       | 0      | Vejle BK            |
| 6   | F    | Ludwig Augustinsson              | 21 aprilie 1994 (30 de ani)    | 33       | 2      | Werder Bremen       |
| 14  | F    | Filip Helander                   | 22 aprilie 1993 (31 de ani)    | 15       | 0      | Rangers             |
| 16  | F    | Emil Krafth                      | 2 august 1994 (30 de ani)      | 29       | 0      | Newcastle United    |
| 18  | F    | Pontus Jansson                   | 13 februarie 1991 (34 de ani)  | 27       | 0      | Brentford           |
| 24  | F    | Marcus Danielson                 | 8 aprilie 1989 (35 de ani)     | 10       | 3      | Dalian Professional |
|     |      |                                  |                                |          |        |                     |
| 7   | M    | Sebastian Larsson (vice captain) | 6 iunie 1985 (39 de ani)       | 130      | 10     | AIK                 |
| 8   | M    | Albin Ekdal                      | 28 iulie 1989 (35 de ani)      | 58       | 0      | Sampdoria           |
| 10  | M    | Emil Forsberg                    | 23 octombrie 1991 (33 de ani)  | 59       | 9      | RB Leipzig          |
| 13  | M    | Gustav Svensson                  | 7 februarie 1987 (38 de ani)   | 31       | 0      | Guangzhou City      |
| 15  | M    | Ken Sema                         | 30 septembrie 1993 (31 de ani) | 12       | 0      | Watford             |
| 17  | M    | Viktor Claesson                  | 2 ianuarie 1992 (33 de ani)    | 47       | 9      | Krasnodar           |
| 19  | M    | Mattias Svanberg                 | 5 ianuarie 1999 (26 de ani)    | 9        | 1      | Bologna             |
| 20  | M    | Kristoffer Olsson                | 30 iunie 1995 (29 de ani)      | 26       | 0      | Krasnodar           |
| 21  | M    | Dejan Kulusevski                 | 25 aprilie 2000 (24 de ani)    | 13       | 1      | Juventus            |
| 26  | M    | Jens Cajuste                     | 10 august 1999 (25 de ani)     | 5        | 0      | FC Midtjylland      |
|     |      |                                  |                                |          |        |                     |
| 9   | A    | Marcus Berg                      | 17 august 1986 (38 de ani)     | 87       | 24     | Krasnodar           |
| 11  | A    | Alexander Isak                   | 21 septembrie 1999 (25 de ani) | 23       | 6      | Real Sociedad       |
| 22  | A    | Robin Quaison                    | 9 octombrie 1993 (31 de ani)   | 27       | 9      | Mainz 05            |
| 25  | A    | Jordan Larsson                   | 20 iunie 1997 (27 de ani)      | 6        | 1      | Spartak Moscow      |

### Convocări recente
Următorii 53 de jucători au fost și ei alocati pentru echipa Suediei, timp de douăsprezece luni.
| Poz. | Jucător                         | Data nașterii (vârsta)         | Selecții | Goluri | Club                     | Ultima convocare                       |
| ---- | ------------------------------- | ------------------------------ | -------- | ------ | ------------------------ | -------------------------------------- |
| P    | Andreas Isaksson (vice captain) | 3 octombrie 1981 (43 de ani)   | 118      | 0      | Kasımpașa                | v. Franța, 18 November 2014            |
| P    | Johan Dahlin                    | 8 septembrie 1986 (38 de ani)  | 4        | 0      | FC Midtjylland           | v. Franța, 18 November 2014            |
| P    | Kristoffer Nordfeldt            | 23 iunie 1989 (35 de ani)      | 4        | 0      | Heerenveen               | v. Franța, 18 November 2014            |
| P    | Pär Hansson                     | 22 iunie 1986 (38 de ani)      | 6        | 0      | Helsingborgs IF          | v. Islanda, 21 January 2014            |
| P    | David Mitov Nilsson             | 12 ianuarie 1991 (34 de ani)   | 1        | 0      | IFK Norrköping           | v. Islanda, 21 January 2014            |
|      |                                 |                                |          |        |                          |                                        |
| F    | Emil Salomonsson                | 28 aprilie 1989 (35 de ani)    | 3        | 0      | IFK Göteborg             | v. Finlanda, 19 January 2015 (standby) |
| F    | Alexander Milošević             | 30 ianuarie 1992 (33 de ani)   | 2        | 0      | Beșiktaș                 | v. Finlanda, 19 January 2015           |
| F    | Filip Helander INJ              | 22 aprilie 1993 (31 de ani)    | 0        | 0      | Malmö FF                 | v. Finlanda, 19 January 2015           |
| F    | Pa Konate                       | 25 aprilie 1994 (30 de ani)    | 0        | 0      | Malmö FF                 | v. Finlanda, 19 January 2015 (standby) |
| F    | Mikael Lustig INJ               | 13 decembrie 1986 (38 de ani)  | 44       | 2      | Celtic                   | v. Franța, 18 November 2014            |
| F    | Andreas Granqvist               | 16 aprilie 1985 (39 de ani)    | 40       | 2      | Krasnodar                | v. Franța, 18 November 2014            |
| F    | Martin Olsson                   | 17 mai 1988 (36 de ani)        | 26       | 5      | Norwich City             | v. Franța, 18 November 2014            |
| F    | Mikael Antonsson                | 31 mai 1981 (43 de ani)        | 23       | 0      | Copenhagen               | v. Franța, 18 November 2014            |
| F    | Oscar Wendt                     | 24 octombrie 1985 (39 de ani)  | 23       | 0      | Borussia Mönchengladbach | v. Franța, 18 November 2014            |
| F    | Pierre Bengtsson                | 12 aprilie 1988 (36 de ani)    | 18       | 0      | FSV Mainz 05             | v. Franța, 18 November 2014            |
| F    | Pontus Jansson                  | 13 februarie 1991 (34 de ani)  | 7        | 0      | Torino                   | v. Franța, 18 November 2014            |
| F    | Jonas Olsson INJ                | 10 martie 1983 (42 de ani)     | 24       | 1      | West Bromwich Albion     | v. Liechtenstein, 12 October 2014      |
| F    | Per Nilsson                     | 15 septembrie 1982 (42 de ani) | 16       | 0      | Copenhagen               | v. Austria, 8 September 2014           |
| F    | Mattias Johansson               | 16 februarie 1992 (33 de ani)  | 3        | 0      | AZ                       | v. Austria, 8 September 2014           |
| F    | Rasmus Bengtsson INJ            | 26 iunie 1986 (38 de ani)      | 4        | 0      | Twente                   | v. Belgia, 1 June 2014                 |
| F    | Joel Ekstrand INJ               | 4 februarie 1989 (36 de ani)   | 2        | 0      | Watford                  | v. Turcia, 5 March 2014                |
| F    | Niklas Backman                  | 13 noiembrie 1988 (36 de ani)  | 6        | 0      | Dalian Aerbin            | v. Islanda, 21 January 2014            |
| F    | Erdin Demir                     | 27 martie 1990 (34 de ani)     | 6        | 0      | SK Brann                 | v. Islanda, 21 January 2014            |
| F    | Miiko Albornoz CHI              | 30 noiembrie 1990 (34 de ani)  | 0        | 0      | Hannover 96              | v. Islanda, 21 January 2014            |
|      |                                 |                                |          |        |                          |                                        |
| M    | Alexander Kačaniklić            | 13 august 1991 (33 de ani)     | 19       | 3      | Fulham                   | v. Finlanda, 19 January 2015           |
| M    | Emil Forsberg                   | 23 octombrie 1991 (33 de ani)  | 5        | 0      | RB Leipzig               | v. Finlanda, 19 January 2015           |
| M    | Jakob Johansson                 | 21 iunie 1990 (34 de ani)      | 3        | 0      | AEK Atena                | v. Finlanda, 19 January 2015           |
| M    | Kim Källström                   | 24 august 1982 (42 de ani)     | 116      | 16     | Spartak Moscow           | v. Franța, 18 November 2014            |
| M    | Sebastian Larsson               | 6 iunie 1985 (39 de ani)       | 70       | 6      | Sunderland               | v. Franța, 18 November 2014            |
| M    | Pontus Wernbloom                | 25 iunie 1986 (38 de ani)      | 43       | 2      | CSKA Moscow              | v. Franța, 18 November 2014            |
| M    | Jimmy Durmaz                    | 22 martie 1989 (36 de ani)     | 23       | 2      | Olympiacos               | v. Franța, 18 November 2014            |
| M    | Albin Ekdal                     | 28 iulie 1989 (35 de ani)      | 13       | 0      | Cagliari                 | v. Franța, 18 November 2014            |
| M    | Erkan Zengin                    | 5 august 1985 (39 de ani)      | 11       | 2      | Eskișehirspor            | v. Franța, 18 November 2014            |
| M    | Niklas Hult INJ                 | 13 februarie 1990 (35 de ani)  | 4        | 0      | Nice                     | v. Liechtenstein, 12 October 2014      |
| M    | Rasmus Elm INJ                  | 17 martie 1988 (37 de ani)     | 39       | 4      | Unattached               | v. Belgia, 1 June 2014                 |
| M    | Oscar Hiljemark                 | 28 iunie 1992 (32 de ani)      | 6        | 1      | PSV                      | v. Belgia, 1 June 2014                 |
| M    | Sebastian Eriksson INJ          | 31 ianuarie 1989 (36 de ani)   | 5        | 0      | IFK Göteborg             | v. Belgia, 1 June 2014                 |
| M    | Simon Thern                     | 18 septembrie 1992 (32 de ani) | 2        | 1      | Heerenveen               | v. Islanda, 21 January 2014            |
| M    | Andreas Blomqvist               | 5 mai 1992 (32 de ani)         | 2        | 0      | Mjällby AIF              | v. Islanda, 21 January 2014            |
|      |                                 |                                |          |        |                          |                                        |
| A    | Magnus Eriksson                 | 8 aprilie 1990 (34 de ani)     | 1        | 0      | Guizhou Renhe            | v. Finlanda, 19 January 2015           |
| A    | Gustav Engvall                  | 29 aprilie 1996 (28 de ani)    | 0        | 0      | IFK Göteborg             | v. Finlanda, 19 January 2015 (standby) |
| A    | Zlatan Ibrahimović (captain)    | 3 octombrie 1981 (43 de ani)   | 101      | 51     | Manchester United        | v. Franța, 18 November 2014            |
| A    | Marcus Berg                     | 17 august 1986 (38 de ani)     | 26       | 6      | Panathinaikos            | v. Franța, 18 November 2014            |
| A    | Branimir Hrgota                 | 12 ianuarie 1993 (32 de ani)   | 3        | 0      | Borussia Mönchengladbach | v. Franța, 18 November 2014            |
| A    | John Guidetti                   | 15 aprilie 1992 (32 de ani)    | 2        | 0      | Celtic                   | v. Franța, 18 November 2014            |
| A    | Ola Toivonen                    | 3 iulie 1986 (38 de ani)       | 40       | 8      | Rennes                   | v. Liechtenstein, 12 October 2014      |
| A    | Tobias Hysén                    | 9 martie 1982 (43 de ani)      | 34       | 10     | Shanghai Dongya          | v. Austria, 8 September 2014           |
| A    | Muamer Tanković                 | 22 februarie 1995 (30 de ani)  | 1        | 0      | AZ                       | v. Turcia, 5 March 2014                |
| A    | Guillermo Molins INJ            | 26 septembrie 1988 (36 de ani) | 6        | 1      | Malmö FF                 | v. Islanda, 21 January 2014            |
| A    | Erton Fejzullahu ALB            | 9 aprilie 1988 (36 de ani)     | 5        | 3      | Beijing Guoan            | v. Islanda, 21 January 2014            |
| A    | Robin Quaison                   | 9 octombrie 1993 (31 de ani)   | 4        | 2      | Palermo                  | v. Islanda, 21 January 2014            |
| A    | Christoffer Nyman               | 5 octombrie 1992 (32 de ani)   | 2        | 0      | IFK Norrköping           | v. Islanda, 21 January 2014            |
| A    | Imad Khalili                    | 3 aprilie 1987 (37 de ani)     | 0        | 0      | Shanghai Dongya          | v. Islanda, 21 January 2014            |

Notes
- INJ — Injured or recovering from surgery.
- RET — Retired from international football.
- ALB — Decided to represent Albania at international level.
- CHI — Decided to represent Chile at international level.

## Topul jucătorilor cu cele mai multe goluri și meciuri
Updated as of 18 November 2014.

### Top 10 cei mai selecționați jucători

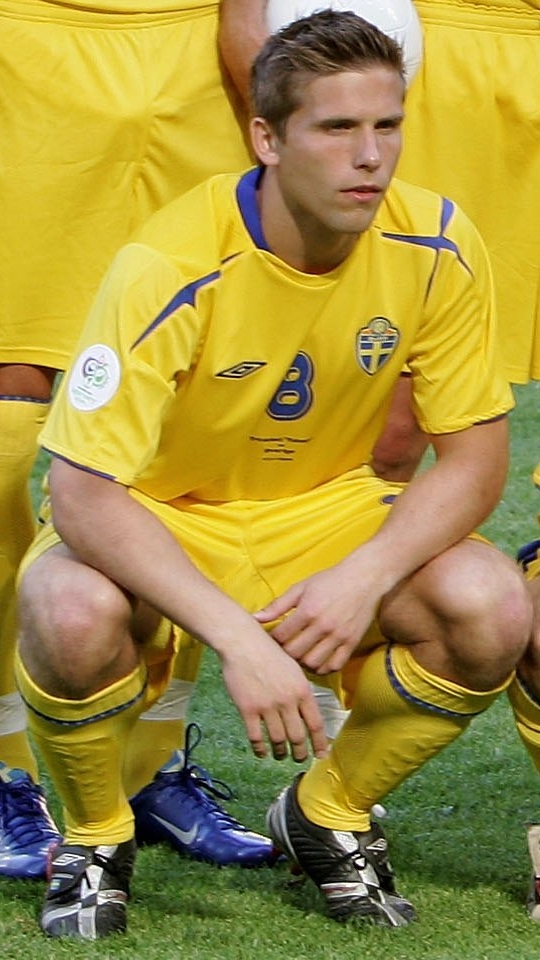
Anders Svensson este jucătorul suedez cu cele mai multe selecții din istorie, având 148 de meciuri jucate pentru națională

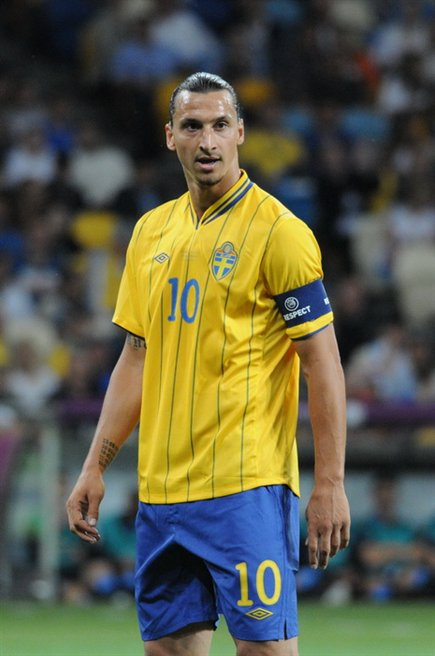
Zlatan Ibrahimović este golgheterul all-time al naționalei Suediei cu 62 goluri

Players in bold text are still active with Sweden.
| #  | Nume                 | Carieră   | Selecții | Goluri |
| -- | -------------------- | --------- | -------- | ------ |
| 1  | Anders Svensson      | 1999–2013 | 148      | 21     |
| 2  | Thomas Ravelli       | 1981–1997 | 143      | 0      |
| 3  | Andreas Isaksson     | 2002–2016 | 133      | 0      |
| 4  | Kim Källström        | 2001–2016 | 131      | 16     |
| 5  | Zlatan Ibrahimović   | 2001–2023 | 122      | 62     |
| 6  | Olof Mellberg        | 2000–2012 | 117      | 8      |
| 7  | Roland Nilsson       | 1986–2000 | 116      | 1      |
| 8  | Björn Nordqvist      | 1963–1978 | 115      | 0      |
| 9  | Niclas Alexandersson | 1993–2008 | 109      | 7      |
| 10 | Henrik Larsson       | 1993–2009 | 106      | 37     |

### Top 10 marcatori
Players in bold text are still active with Sweden.
| # | Nume               | Carieră   | Goluri | Selecții |
| - | ------------------ | --------- | ------ | -------- |
| 1 | Zlatan Ibrahimović | 2001–2023 | 62     | 122      |
| 2 | Sven Rydell        | 1923–1932 | 49     | 43       |
| 3 | Gunnar Nordahl     | 1942–1948 | 43     | 33       |
| 4 | Henrik Larsson     | 1993–2009 | 37     | 106      |
| 5 | Gunnar Gren        | 1940–1958 | 32     | 57       |
| 6 | Kennet Andersson   | 1990–2000 | 31     | 83       |
| 7 | Marcus Allbäck     | 1999–2008 | 30     | 74       |
| 8 | Martin Dahlin      | 1991–1997 | 29     | 60       |
| 9 | Tomas Brolin       | 1990–1995 | 27     | 47       |
| 9 | Agne Simonsson     | 1957–1967 | 27     | 51       |

## Antrenori
Președinți ai Comitetului de Selecționare
| - 1908 0Ludvig Kornerup - 1909–1911 Wilhelm Friberg - 1912 0John Ohlson - 1912–1913 Ruben Gelbord - 1914–1915 Hugo Levin - 1916 0Frey Svenson - 1917–1920 Anton Johanson | - 1921–1936 John Pettersson - 1937 0Carl Linde - 1938–1942 Gustaf Carlson - 1942 0Selection Committee - 1943–1956 Rudolf Kock - 1957–1961 Eric Persson |

Antrenori principali
| - 1962–1965 Lennart Nyman - 1966–1970 Orvar Bergmark - 1971–1979 Georg Ericson - 1980–1985 Lars Arnesson - 1986–1990 Olle Nordin - 1990 0Nisse Andersson | - 1991–1997 Tommy Svensson - 1998–1999 Tommy Söderberg - 2000–2004 Tommy Söderberg & Lars Lagerbäck - 2004–2009 Lars Lagerbäck - 2009–2016 Erik Hamrén |